# FC Zürich Frauen
FC Zürich Frauen – szwajcarski klub piłki nożnej kobiet, mający siedzibę w mieście Zurych, w północno-wschodniej części kraju. Jest sekcją piłki nożnej kobiet w klubie FC Zürich

## Historia
Chronologia nazw:
- 24.04.1970: SV Seebach
- 2005: FFC Zürich Seebach
- 2008: FC Zürich Frauen

## Stadion
Klub rozgrywa swoje mecze domowe na stadionie Heerenschürli w Zurychu, który może pomieścić 1120 widzów.

## Sukcesy

### Trofea międzynarodowe
- Liga Mistrzyń UEFA:
  - 1/8 finału (2): 2013/14, 2014/15

### Trofea krajowe
- Nationalliga A (I poziom):
  - mistrz (24): 1980, 1981, 1982, 1983, 1985, 1987, 1988, 1990, 1991, 1993, 1994, 1998, 2008, 2009, 2010, 2012, 2013, 2014, 2015, 2016,2018, 2019, 2022, 2023)
  - wicemistrz (8): 1976, 1977, 1984, 1986, 1989, 1992, 1995, 2007
  - 3.miejsce (3): 1974, 1978, 2005

- Puchar Szwajcarii:
  - zdobywca (12): 1981, 1986, 1987, 1988, 1989, 1990, 1993, 2007, 2012, 2013, 2015, 2016, 2018, 2019, 2022)
  - finalista (10): 1977, 1978, 1982, 1985, 1991, 1994, 1995, 1998, 2005, 2006,

## Obecny skład

### Skład pierwszego zespołu[1]
Stan na: 30 maja 2024
| Bramkarz          | Obrona             | Pomoc               | Atak              |
| ----------------- | ------------------ | ------------------- | ----------------- |
| 1 Noemi Benz *    | 2 Naomi Mégroz *   | 5 Vanessa Bernauer  | 9 Chiara Bücher   |
| 21 Lourdes Romero | 3 Diane Caldwell * | 13 Joy Lysser       | 19 Borbála Vincze |
| 30 Tina Arsic     | 6 Oliwia Woś *     | 16 Amelie Schuster  | 25 Romy Baraniak  |
|                   | 23 Viola Avduli *  | 17 Seraina Piubel * |                   |
|                   | 29 Luana Bürge     | 18 Viktória Szabó * |                   |
|                   |                    | 24 Kim Dubs         |                   |
|                   |                    | 26 Sanja Kovačević  |                   |
|                   |                    | 27 Monika Ibishaj   |                   |

* = zawodnik narodowy